# Автомобільна промисловість у Сербії

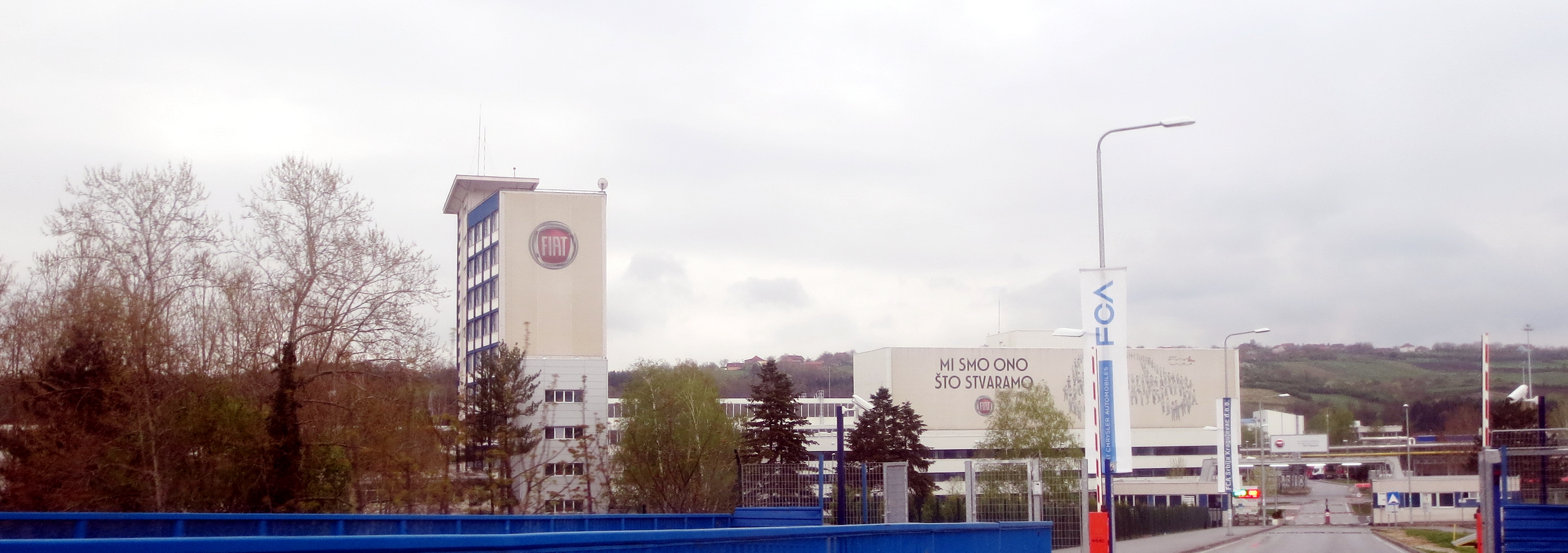
Завод FCA Serbia у м. Крагуєваць

Автомобільна промисловість Сербії — галузь економіки Сербії.
Автомобільна промисловість Сербії є одним з найважливіших секторів промисловості країни, продукція якого становить 15 % від усієї промислової продукції Сербії і 18 % від усього експорту станом на 2013 рік (який, як очікується, досягне 2 млрд. $ в 2013 році).

## Історія

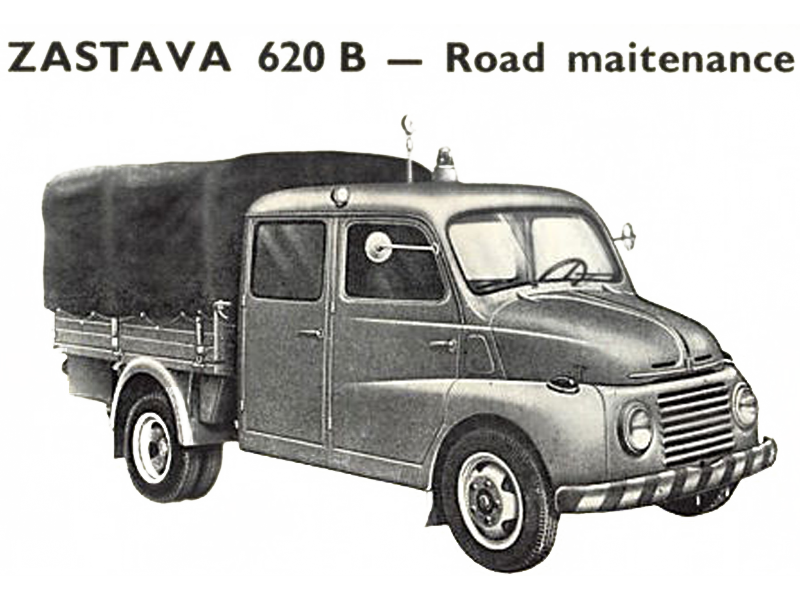
Zastava 620B (1962–1976)

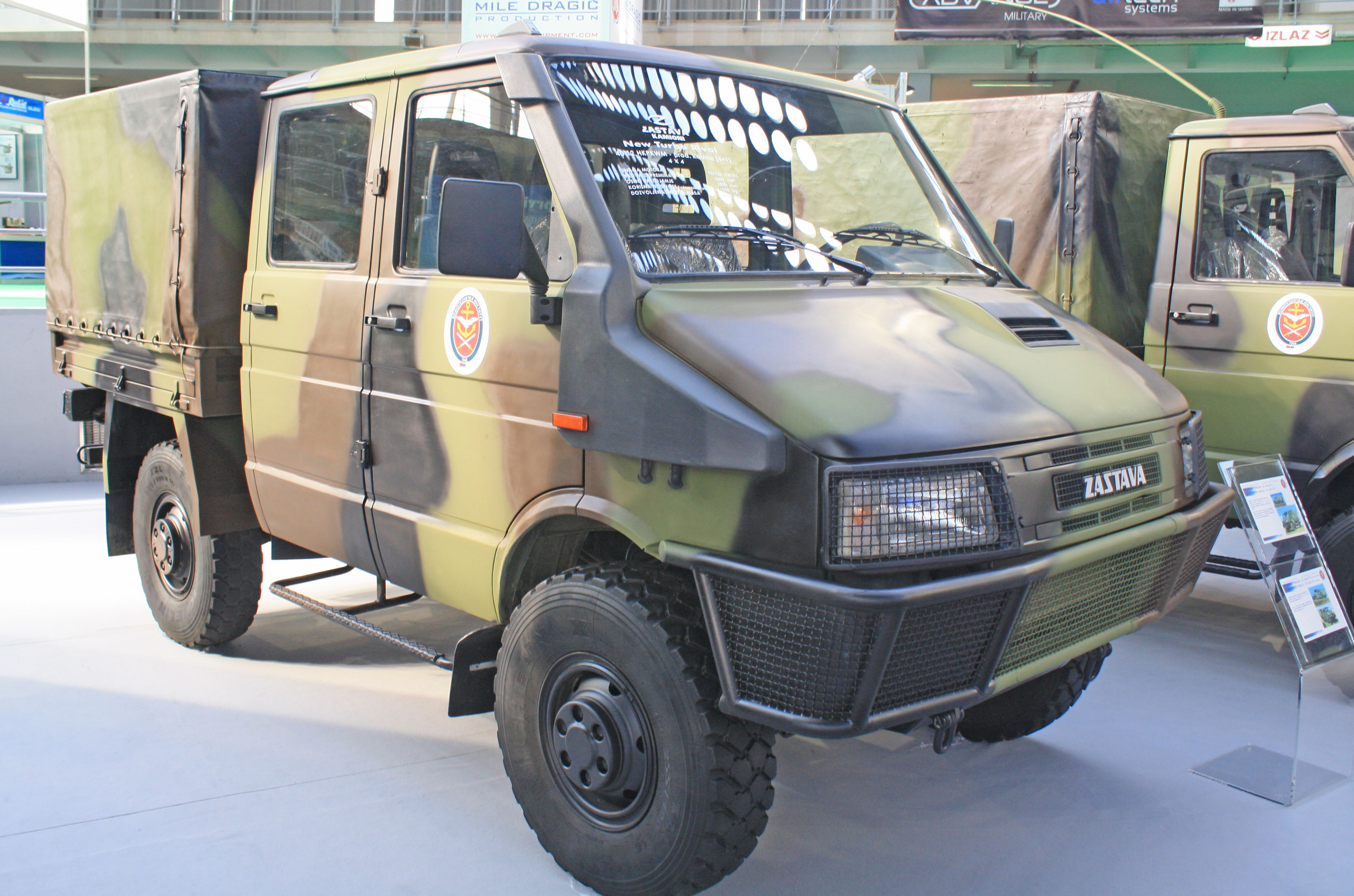
Zastava New Turbo Rival (1991–2000)

Сербська автомобільна промисловість сягає корінням самого початку 20-го століття, коли в 1904 році промисловий військовий комплекс Zastava створив відділення, призначене для ремонту автомобілів і виробництва окремих деталей. 
У 1939 році Zastava починає складати вантажівки Chevrolet. Виробництво закінчилося з початком Другої світової війни. До 1941 року фабрика в Крагуєваці випускала 400 військових вантажівок Chevrolet, а автомобільний підрозділ промислового комплексу Zastava налічував 12 тисяч робітників.
У 1953 році, на сторіччя компанії, Zastava підписала контракт з італійським виробником FIAT про початок виробництва кількох моделей за ліцензією, включаючи вантажівки, легкові автомобілі, трактори та великовантажні автомобілі. У 1955 році починається виробництво на той час найпопулярнішої моделі, Zastava 750, випуск якої становив 923,487 одиниць. У 1965 році Zastava почала експорт за кордон. Сполучені Штати Америки імпортували понад 140 000 автомобілів Zastava, які продавалися як Yugo. У 1983 році в Югославії було офіційно виготовлено 211,522 автомобілів. У 1989 році Zastava випустила рекордні 230,570 одиниць автомобілів. Загалом у період з 1953 по 2001 рік Zastava випустила понад 4 мільйони автомобілів і експортувала їх у 74 країни, завдяки чому Крагуєваць став центром автомобільної промисловості Сербії та всієї Югославської федерації. Однак, промислові об'єкти Zastava були сильно пошкоджені під час натовських бомбардувань Федеративної Республіки Югославія в 1999 році.
Постачальники автозаводу Zastava випускали продукцію відповідно до високих виробничих стандартів, що дозволило їй конкурувати з іншими західними виробниками автомобілів, такими як Mercedes-Benz, Ford, PSA Peugeot Citroën, Renault і Opel. Це також було необхідно, щоб уникнути перешкод для імпорту повністю складених автомобілів. Zastava також збирала Fiat для продажу на місцевому ринку. 
Окрім Zastava Automobili існували й інші виробники. IDA-Opel був виробником автомобілів заснованим у місті Кікінда, який випускав моделі Opel за ліцензією з 1977 по 1992 рік. Виробництво було припинено через початок югославських воєн і введення економічних санкцій ООН проти ФР Югославії. Neobus був виробником автобусів у Нові-Саді. Заснований в 1952 році як Autokaroserija, він тісно співпрацював зі словенським виробником TAM. Деякі інші виробники, такі як FAP та Ikarbus продовжують випуск автомобілів та автобусів дотепер.

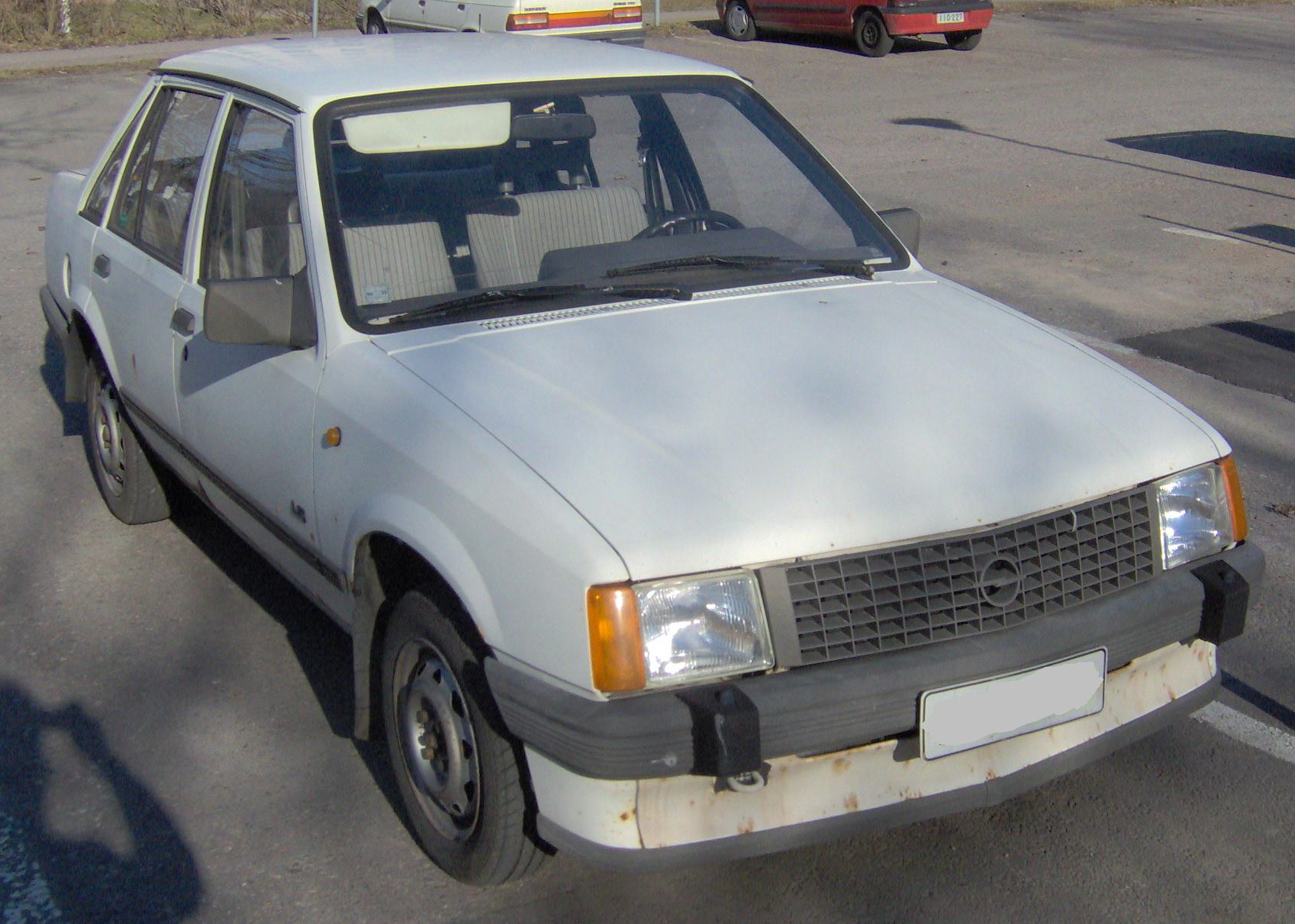
IDA-Opel Corsa A (1982–1993)
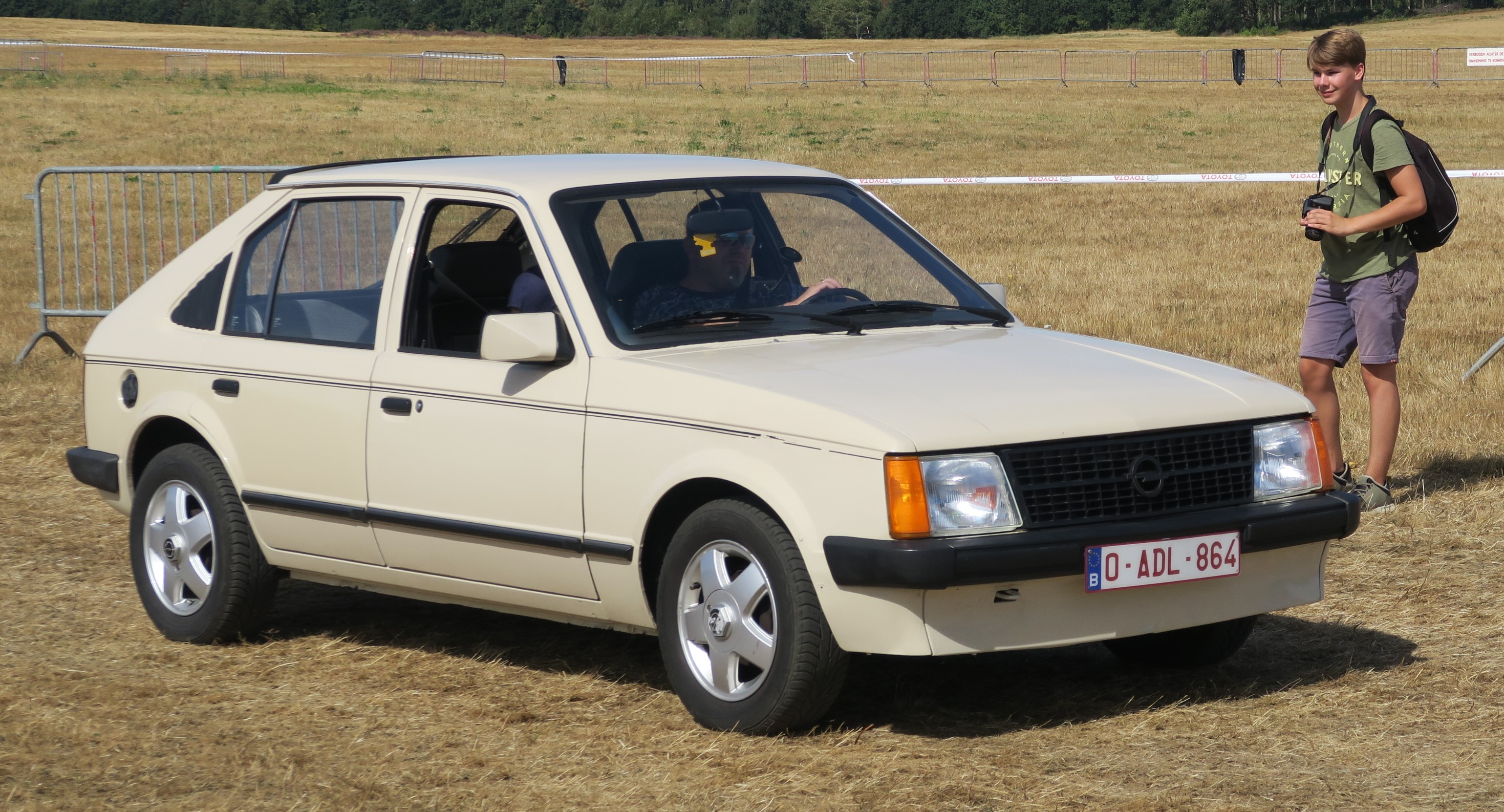
IDA-Opel Kadett D (1979–1984)
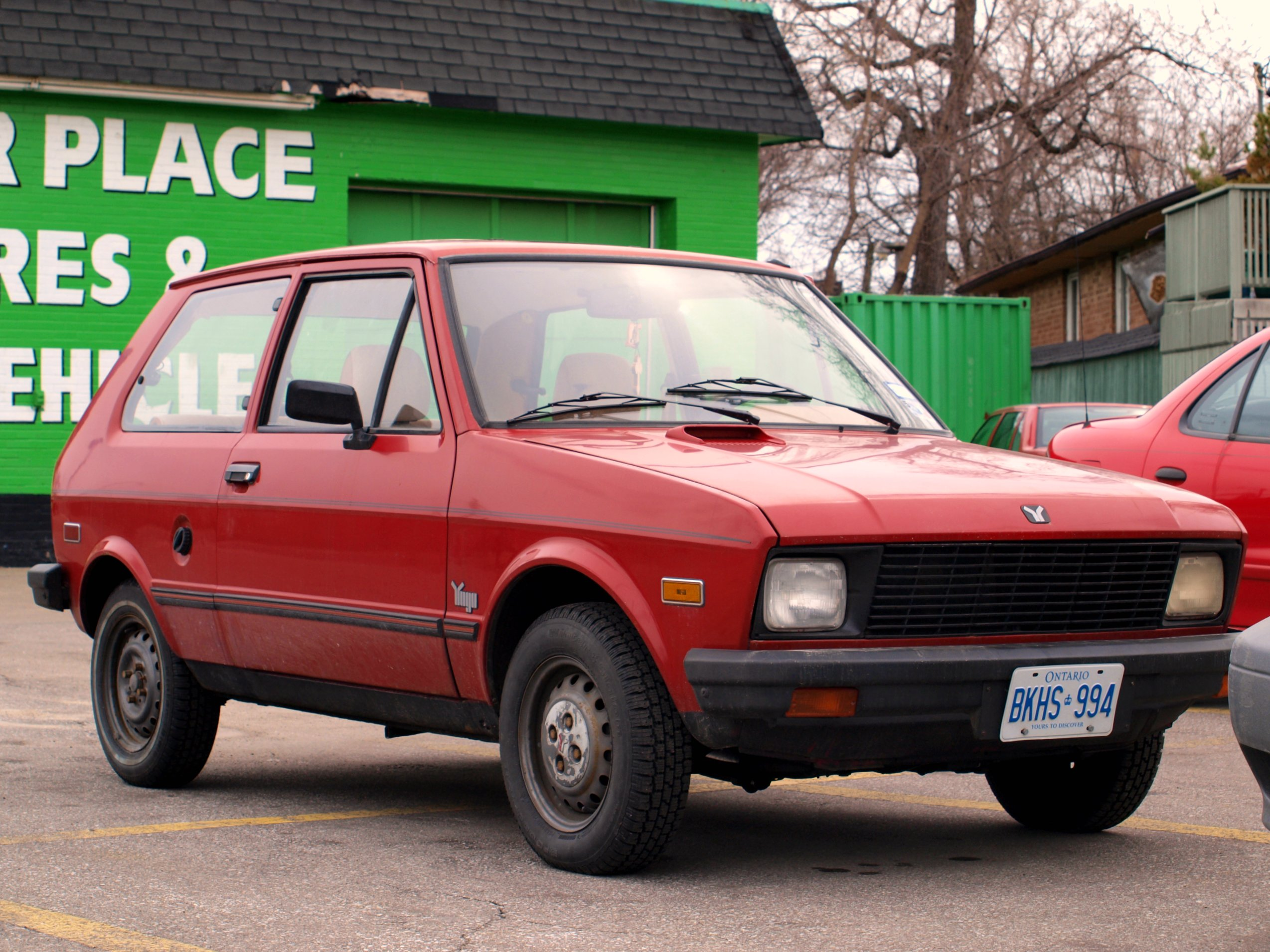
Zastava Koral (1980–2008)
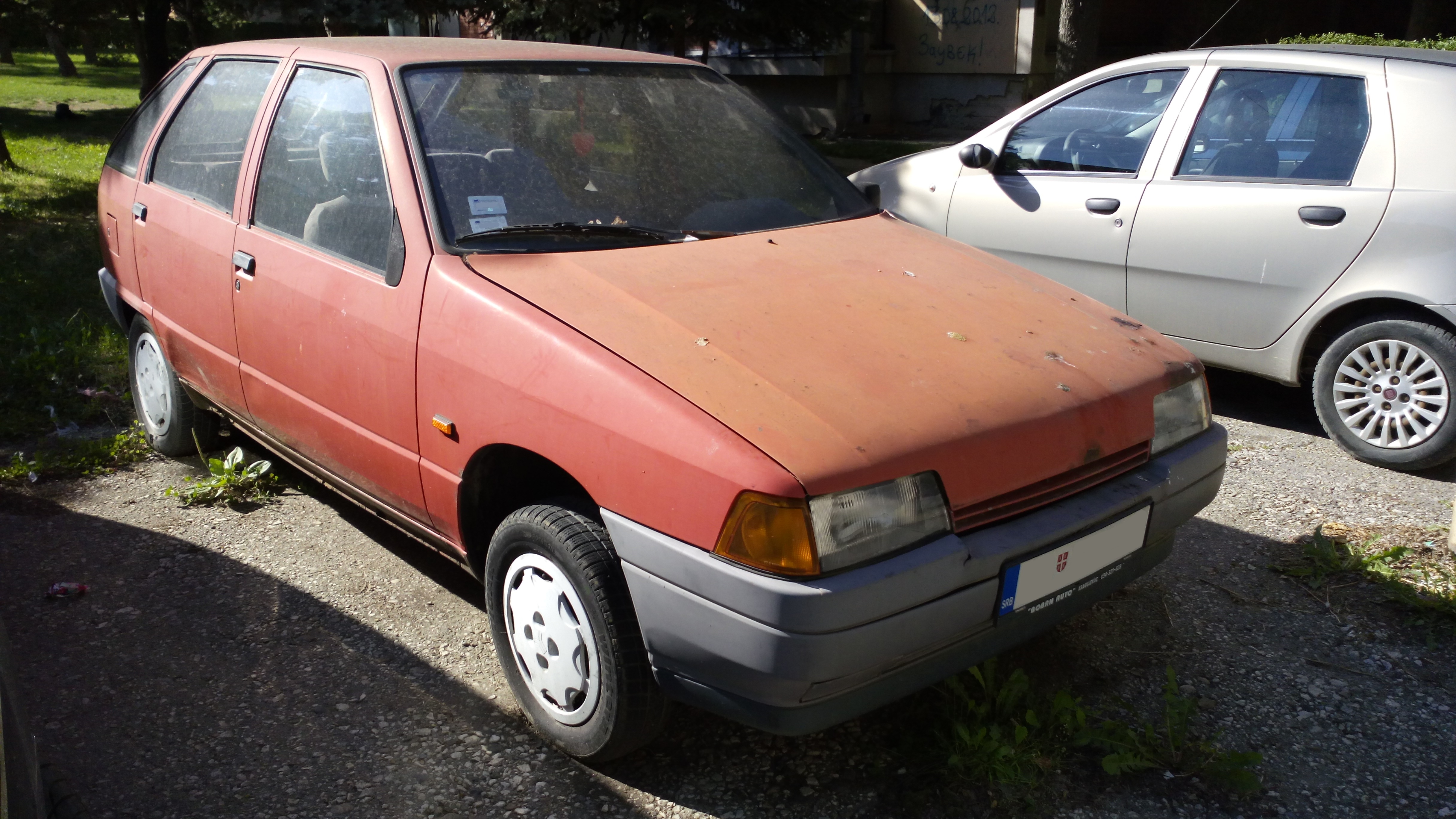
Zastava Florida (1988–2008)
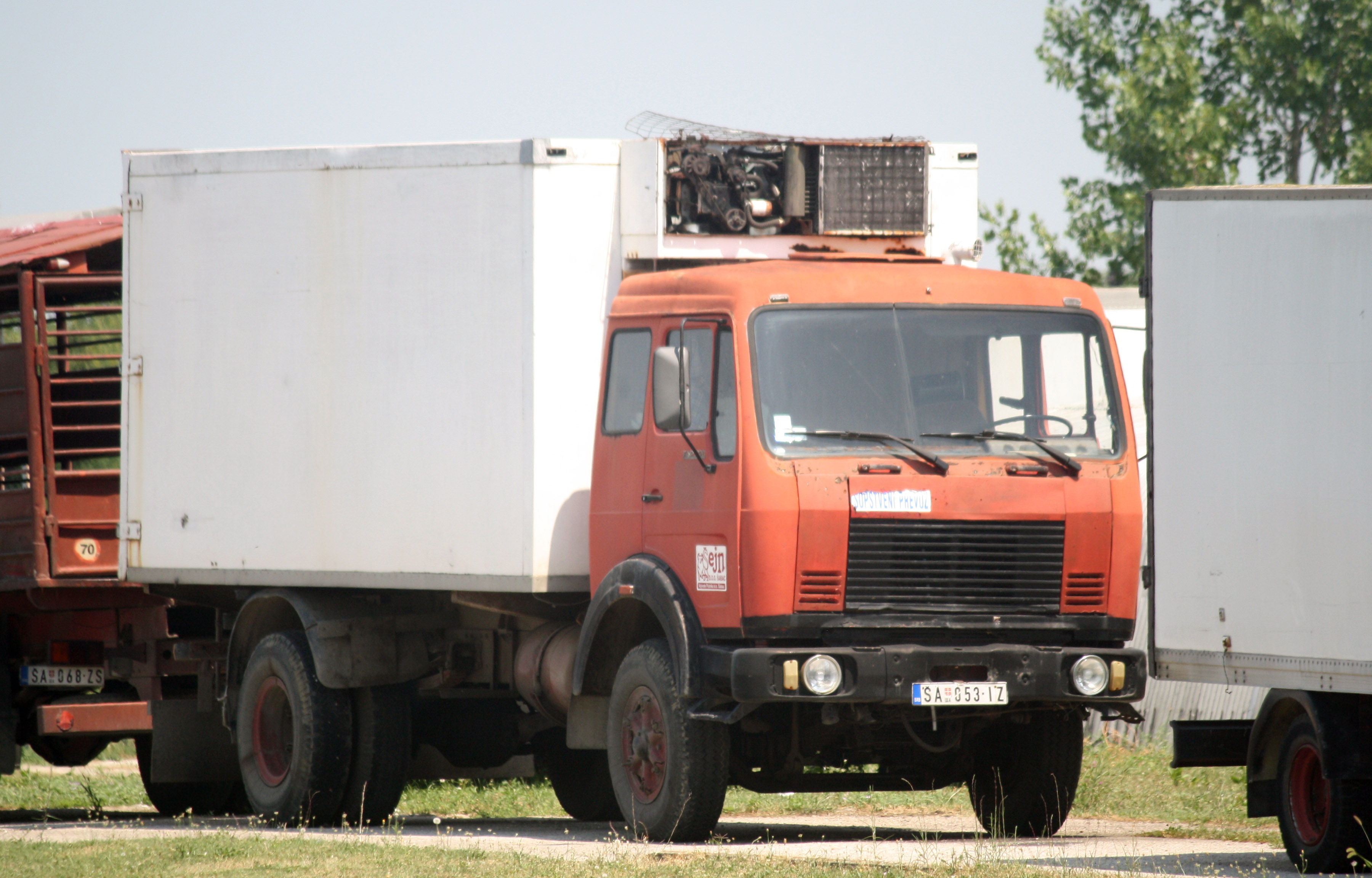
FAP 1620 (1980–1997)
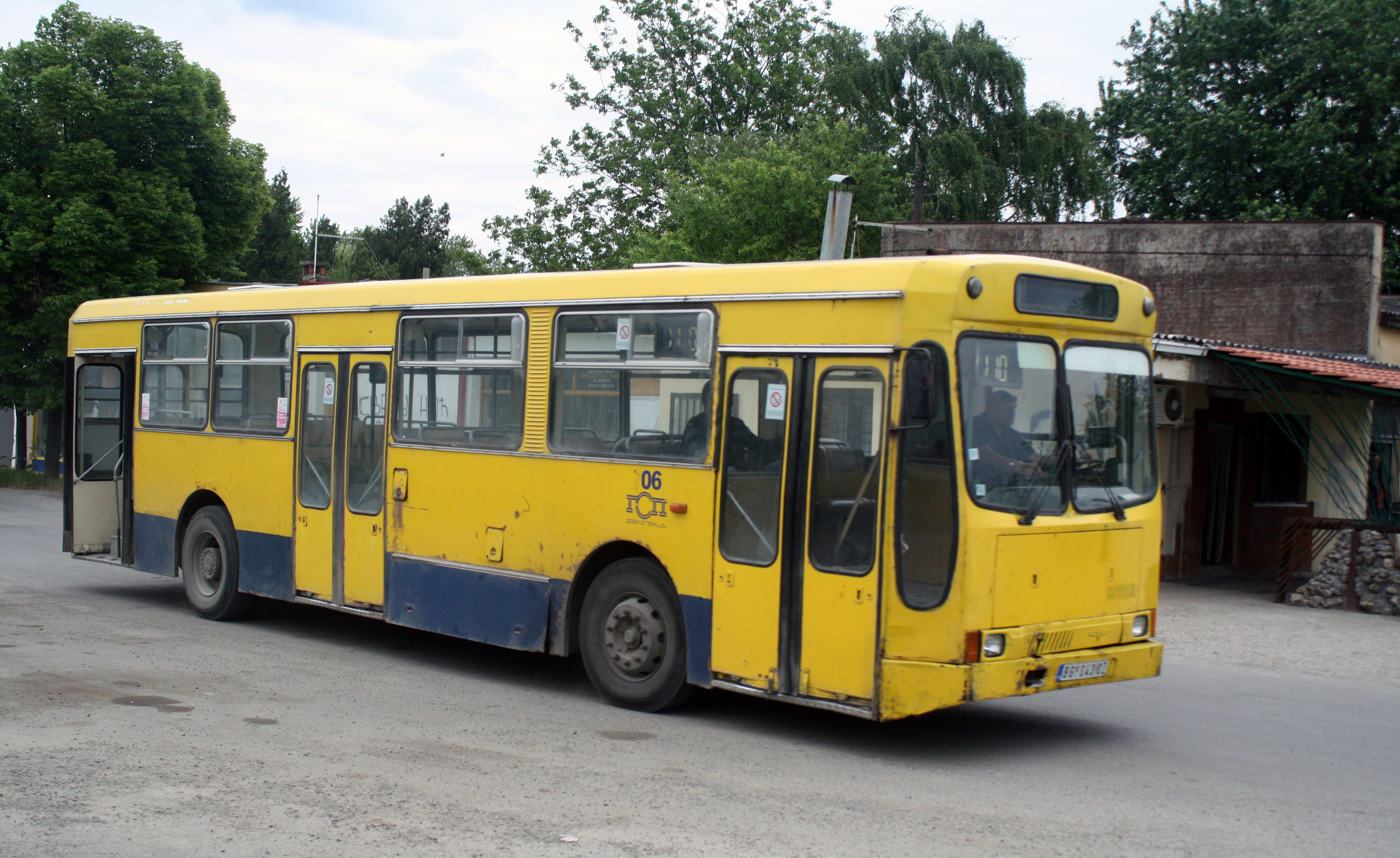
Ikarbus IK111 (1980–1993)

## Сучасність

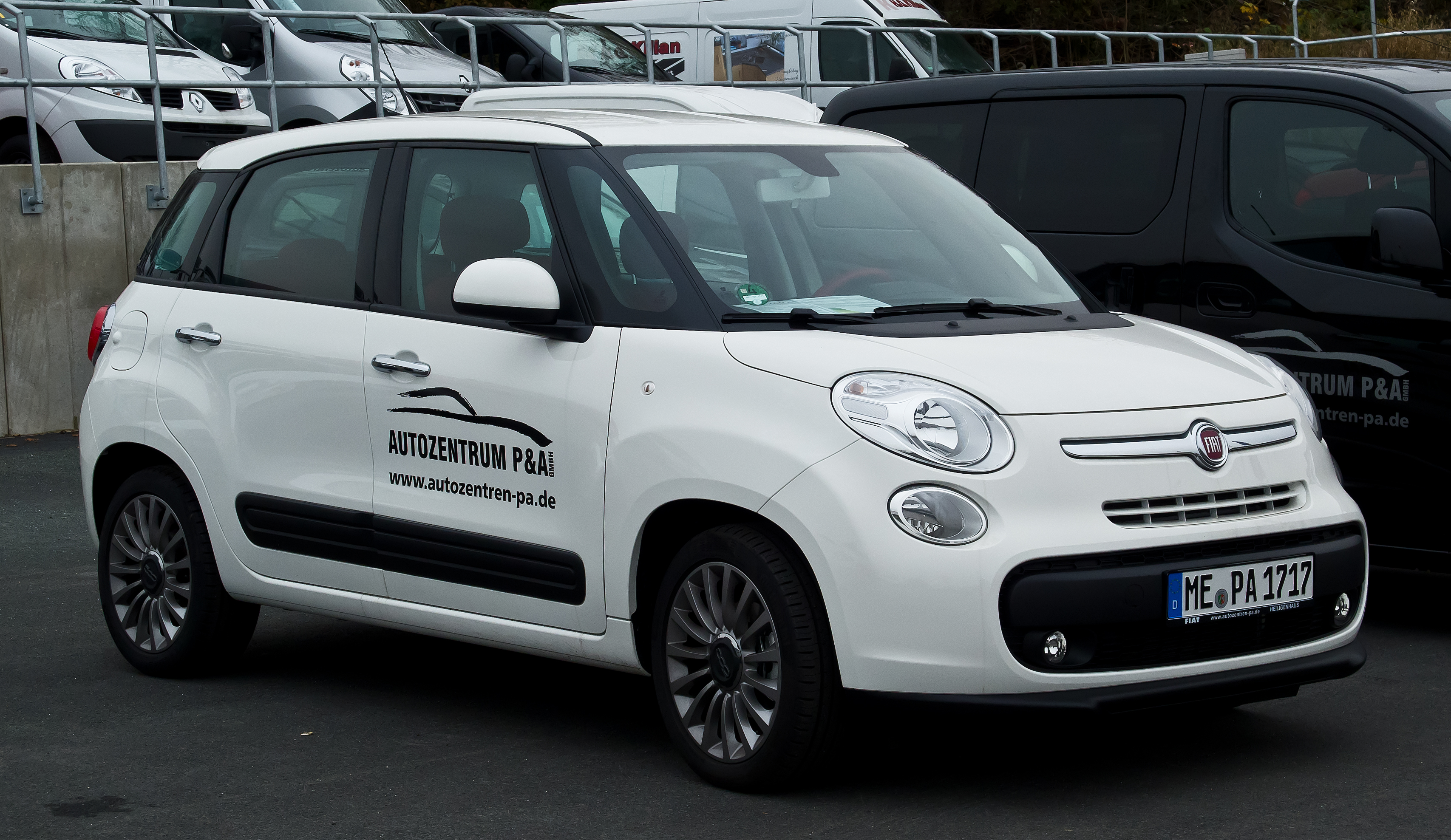
Fiat 500L (2012–дотепер)

Сьогодні автомобільна промисловість є однією з найбільш розвинених виробничих галузей в Сербії, на яку припадає майже 10 % всього обсягу ПІІ в Сербії з 2000 року. 27 міжнародних інвесторів вклали майже 1,5 млрд. € в цей сектор, тим самим створивши понад 19,000 робочих місць. Сербський автопром поставляє продукцію практично всім основним європейським, а також деяким азійським виробникам автомобілів.
Основною продукцією сербського автопрому є запчастини для ходових автомобілів, особливо шини і деталі підвіски. Іншими найважливішими виробами є елементи електропроводки і автомобільні акумулятори. Також у випускаються різні деталі двигунів, переважно литі, поряд з кованими деталями на зразок розподільних валів, гальмівних дисків, клапанів і маховиків.
До числа таких виробничих компаній належать: Tigar Tyres, Leoni Wiring Systems Southeast, Yura Corporation, Cooper Tire & Rubber Company, Trayal Corporation та IGB Automotive.

## Виробники

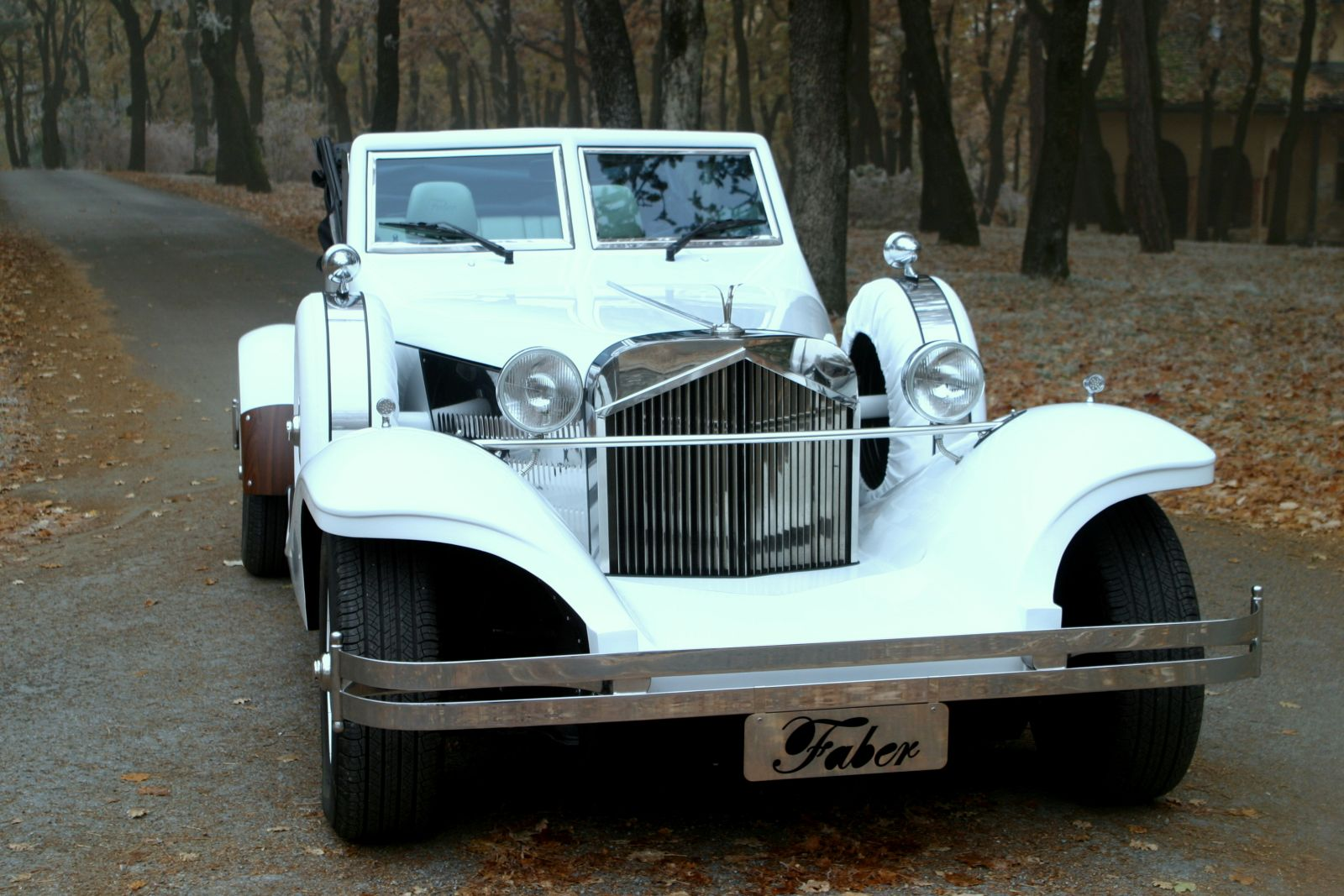
Faber Auto (2011–2013)

### Діючі виробники
- Bus industries Kragujevac (BIK)
- Fabrika automobila Priboj (FAP)
- FCA Srbija
- Zastava TERVO
- Ikarbus

### Недіючі виробники
- Zastava
  - Zastava Trucks
- Neobus
- IDA-Opel

## Обсяг виробництва за роками

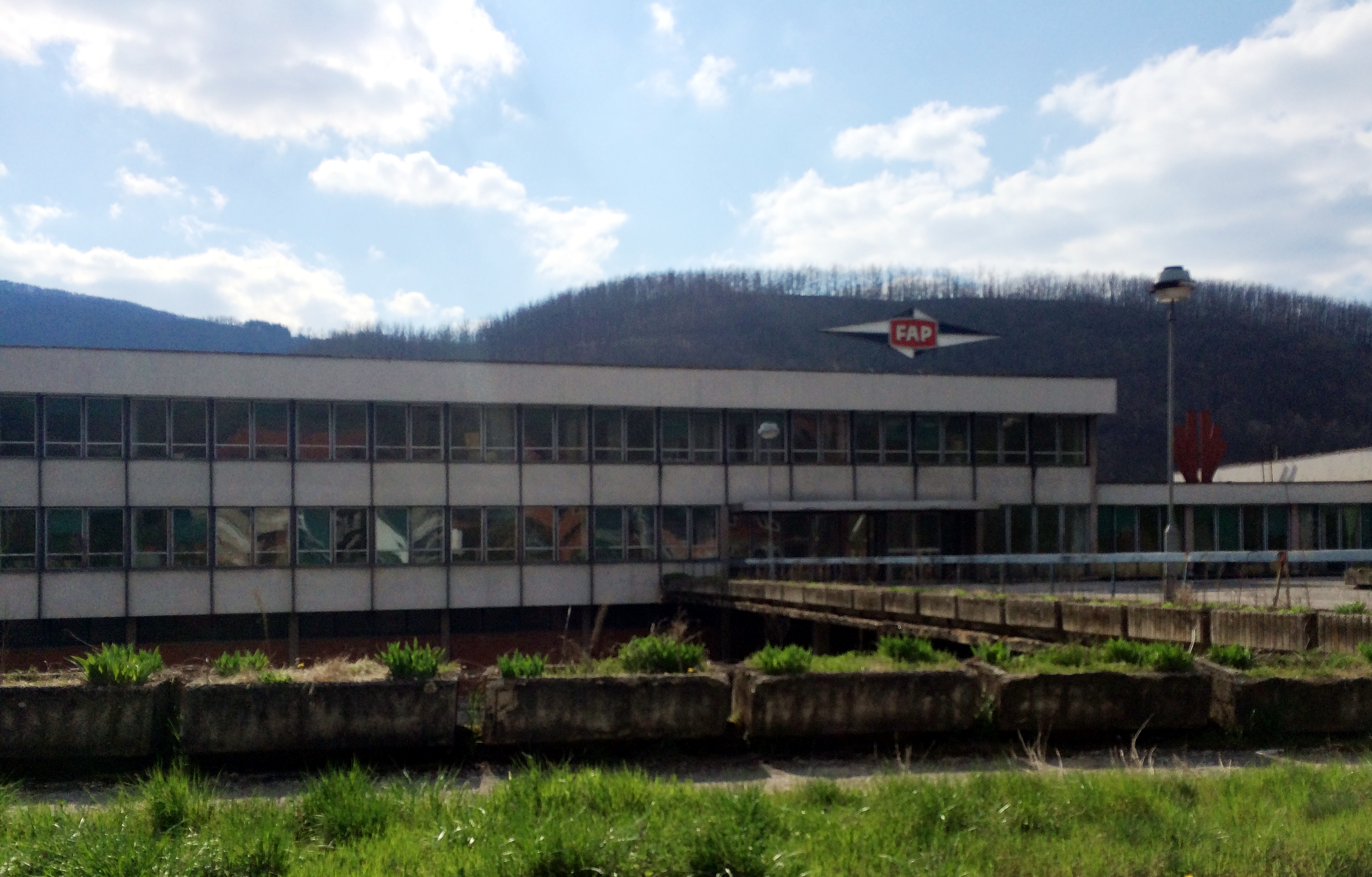
Завод Fabrika automobila Priboj (FAP)

| Рік  | Обсяг виробництва |
| ---- | ----------------- |
| 2000 | 12,740            |
| 2005 | 14,179            |
| 2010 | 18,033            |
| 2011 | 11,023            |
| 2012 | 11,032            |
| 2013 | 113,878           |
| 2014 | 103,150           |
| 2015 | 83,630            |
| 2016 | 80,320            |
| 2017 | 79,912            |
| 2018 | 56,449            |
| 2019 | 35,115            |
| 2020 | 23,375            |
| 2021 | 21,263            |
| 2022 | 4,498             |
| 2023 | 186               |